# Petits Goulets
Pour les articles homonymes, voir Goulet.
Les Petits Goulets sont des gorges situées dans le département français de la Drôme, dans la partie aval de la reculée de la Vernaison (ou vallée d'Échevis), dans la partie occidentale du massif du Vercors.
Ce site est partagé entre les communes d'Échevis et de Sainte-Eulalie-en-Royans. Il succède au site des Grands Goulets situés en amont de la vallée.

## Géographie

### Géologie et topographie

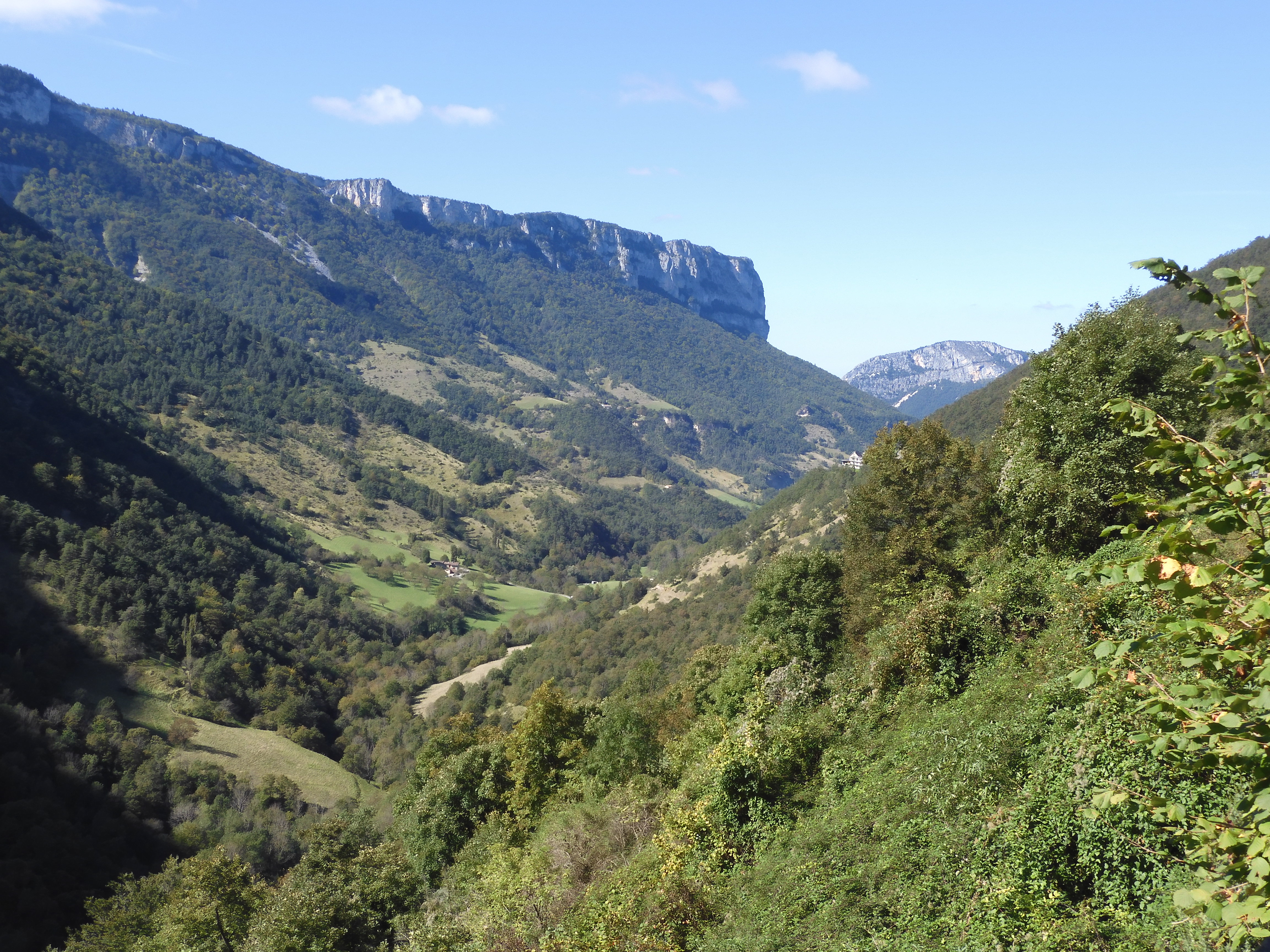
Reculée des petits Goulets entre les Grands et les Petits Goulets

Le torrent de la Vernaison, sous-affluent du Rhône par la Bourne et l'Isère, est à l'origine du creusement des Grands Goulets par érosion karstique. Celle-ci traverse une seule zone hydrographique La Bourne de la Doulouche à la Vernaison inclus (W333) de 557 km2 de superficie. Ce bassin versant est constitué à 79,24 % de « forêts et milieux semi-naturels », à 19,21 % de « territoires agricoles », à 1,60 % de « territoires artificialisés ».
Géologiquement, l'ensemble de ce secteur en aval des Barraques-en-Vercors, jusqu'à Saint-Laurent-en-Royans, se présente sous la forme d'une reculée et celle-ci s'étend sur près de huit kilomètres de long pour trois kilomètres de large, le fond de la vallée qu'elle constitue étant parcouru par ce seul cours d'eau. Cette particularité géomorphologique d'origine calcaire est fermée à ses deux extrémités, par les Petits Goulets à son débouché vers le Royans et par les Grands Goulets à sa terminaison du côté du plateau du Vercors et qui en constitue la partie située en amont. D'impressionnantes falaises calcaires bordent ces gorges et certains contacts stratigraphiques sont très nettement visibles même pour les personnes non initiées.

### Environnement
Cette partie de la vallée de la Vernaison abrite une zone naturelle d'intérêt écologique, faunistique et floristique de type I dénommée « ZNIEFF Petits Goulets et rochers de l’Arp ».
Les Petits Goulets correspondent au premier resserrement de la vallée depuis Sainte-Eulalie-en-Royans en direction de La Chapelle-en-Vercors. Du point de vue de l'histoire de la botanique, ce site présente un intérêt car c'est dans ce secteur qu'a été découverte, au début du siècle, la première station française de la doradille pulvérulente, Asplenium lepidum, de la famille des fougères dites doradilles, par le botaniste Constant Chatenier.

### Accès
La route actuelle est l'ancienne route nationale 518, devenue RD518 à la suite de son déclassement en route départementale. Cette voie routière permet de relier les villes de Pont-en-Royans (Isère), par séparation avec la RD531 à Die (Drôme).
Depuis les gares de Valence (Valence-ville ou Valence-TGV), des liaisons en autocars permettent de se rendre jusqu'à Échevis et La Chapelle-en-Vercors (ligne 5 de la Drôme, arrêt Échevis),.

## Histoire
Jusqu'au début du XIXe siècle, le chemin qui permet de relier le secteur de Die (vallée de la Drôme) à Pont-en-Royans (vallée de la Bourne) passe par le chemin de l’Allier, voie muletière qui peut toujours être utilisée à pied au XXIe siècle. Ce chemin débute au village de Saint-Martin-en-Vercors pour déboucher à Pont-en-Royans par la vallée de la Vernaison. De plus en plus emprunté par les commerçants et les riverains, ce sont les nécessités du transport du bois qui conduisent les communes, dès la fin du XVIIIe siècle, à entreprendre des travaux afin d'améliorer et élargir cette voie.